# Céline Deville
Céline Deville (de son nom complet Céline Nadine Sabine Deville) est une footballeuse internationale française, née le 24 janvier 1982 à Berck.
Évoluant au poste de gardienne de but, elle commence sa carrière professionnelle au Montpellier Hérault Sport Club en 2002, après avoir été formée à l'UO Albertville et au Paris-Saint-Germain. Elle connaît sa première sélection en équipe de France le 9 avril 2002 face à l'Australie. En 2011, elle quitte l'Hérault pour signer avec l'Olympique lyonnais alors quintuple champion de France en titre.
Céline Deville présente déjà un palmarès intéressant puisqu'elle est double championne de France en 2004 et 2005 et triple vainqueur du Challenge de France en 2006, 2007 et 2009 avec le Montpellier Hérault Sport Club.

## Statistiques et palmarès

### En équipe nationale
Céline Deville totalise cinquante sept capes avec l'équipe de France. Appelée pour la première fois en 2002, elle gravit les échelons internationaux jusqu'à devenir la capitaine de l'équipe de France dans la fin des années 2000. Barré par Bérangère Sapowicz lors de ses dernières années, elle participe tout de même à trois matchs de la coupe du monde féminine 2011 à la suite de l'expulsion de sa coéquipière.
| Saison | Éliminatoire CDM | Éliminatoire CDM | Coupe du monde | Coupe du monde | Éliminatoire Euro | Éliminatoire Euro | Euro   | Euro | Algarve Cup | Algarve Cup | Tournoi de Chypre | Tournoi de Chypre | Amical | Amical | Total  | Total |
| Saison | Matchs           | Buts             | Matchs         | Buts           | Matchs            | Buts              | Matchs | Buts | Matchs      | Buts        | Matchs            | Buts              | Matchs | Buts   | Matchs | Buts  |
| ------ | ---------------- | ---------------- | -------------- | -------------- | ----------------- | ----------------- | ------ | ---- | ----------- | ----------- | ----------------- | ----------------- | ------ | ------ | ------ | ----- |
| 2002   | -                | -                | -              | -              | -                 | -                 | -      | -    | -           | -           | -                 | -                 | 1      | 0      | 1      | 0     |
| 2003   | -                | -                | -              | -              | -                 | -                 | -      | -    | 1           | 0           | -                 | -                 | 1      | 0      | 2      | 0     |
| 2004   | -                | -                | -              | -              | 4                 | 0                 | -      | -    | 3           | 0           | -                 | -                 | -      | -      | 7      | 0     |
| 2005   | -                | -                | -              | -              | -                 | -                 | -      | -    | 2           | 0           | -                 | -                 | 3      | 0      | 5      | 0     |
| 2006   | -                | -                | -              | -              | -                 | -                 | -      | -    | 2           | 0           | -                 | -                 | 2      | 0      | 4      | 0     |
| 2007   | -                | -                | -              | -              | 1                 | 0                 | -      | -    | 2           | 0           | -                 | -                 | 1      | 0      | 4      | 0     |
| 2008   | -                | -                | -              | -              | 2                 | 0                 | -      | -    | -           | -           | -                 | -                 | 3      | 0      | 5      | 0     |
| 2009   | 1                | 0                | -              | -              | -                 | -                 | 1      | 0    | -           | -           | 2                 | 0                 | 3      | 0      | 7      | 0     |
| 2010   | 1                | 0                | -              | -              | -                 | -                 | -      | -    | -           | -           | -                 | -                 | 3      | 0      | 4      | 0     |
| 2011   | -                | -                | 3              | 0              | 3                 | 0                 | -      | -    | -           | -           | 1                 | 0                 | 5      | 0      | 12     | 0     |
| 2012   | -                | -                | -              | -              | 3                 | 0                 | -      | -    | -           | -           | 1                 | 0                 | 1      | 0      | 5      | 0     |
| 2013   | 1                | 0                | -              | -              | -                 | -                 | 1      | 0    | -           | -           | -                 | -                 | 3      | 0      | 5      | 0     |
| 2014   | 1                | 0                | -              | -              | -                 | -                 | -      | -    | -           | -           | -                 | -                 | 2      | 0      | 3      | 0     |
| 2015   | -                | -                | -              | -              | -                 | -                 | -      | -    | -           | -           | -                 | -                 | 1      | 0      | 1      | 0     |
| Total  | 4                | 0                | 3              | 0              | 13                | 0                 | 2      | 0    | 10          | 0           | 4                 | 0                 | 29     | 0      | 65     | 0     |

### En club
Après une saison d'intégration au Montpellier Hérault SC, Céline devient rapidement la gardienne de but numéro un du club pailladin avec qui elle est sacrée deux fois championne de France en 2004 et en 2005, termine trois fois vice-championne de Division 1 en 2006, 2007 et 2009, remporte à trois reprises le Challenge de France en 2006, en 2007 et en 2009, et est finaliste de cette même compétition en 2011.
À l'été 2011, elle décide de relever un nouveau défi en signant à l'Olympique lyonnais qui vient d'être sacré champion d'Europe, devenant la doublure de Sarah Bouhaddi.
En 2013, elle signe au FCF Juvisy, où elle est première gardienne.
| Saison                | Club                  | Championnat           | Championnat | Championnat | Coupe(s) nationale(s) | Coupe(s) nationale(s) | Compétition(s) continentale(s) | Compétition(s) continentale(s) | Compétition(s) continentale(s) | Mobcast Cup | Mobcast Cup | Total | Total |
| Saison                | Club                  | Division              | M.          | B.          | M.                    | B.                    | Comp.                          | M.                             | B.                             | M.          | B.          | M.    | B.    |
| 2002-2003             | Montpellier HSC       | Division 1            | 0+3         | 0+0         |                       |                       | -                              | -                              | -                              | -           | -           | 3     | 0     |
| 2003-2004             | Montpellier HSC       | Division 1            | 16+3        | 0+0         |                       |                       | -                              | -                              | -                              | -           | -           | 19    | 0     |
| 2004-2005             | Montpellier HSC       | Division 1            | 19          | 0           |                       |                       | C1                             | 4                              | 0                              | -           | -           | 23    | 0     |
| 2005-2006             | Montpellier HSC       | Division 1            | 17          | 0           | 1                     | 0                     | C1                             | 10                             | 0                              | -           | -           | 28    | 0     |
| 2006-2007             | Montpellier HSC       | Division 1            | 16          | 0           | 1                     | 0                     | -                              | -                              | -                              | -           | -           | 17    | 0     |
| 2007-2008             | Montpellier HSC       | Division 1            | 17          | 0           | 2                     | 0                     | -                              | -                              | -                              | -           | -           | 19    | 0     |
| 2008-2009             | Montpellier HSC       | Division 1            | 20          | 0           | 2                     | 0                     | -                              | -                              | -                              | -           | -           | 22    | 0     |
| 2009-2010             | Montpellier HSC       | Division 1            | 13          | 0           | 4                     | 0                     | C1                             | 8                              | 0                              | -           | -           | 25    | 0     |
| 2010-2011             | Montpellier HSC       | Division 1            | 12          | 0           | 5                     | 0                     | -                              | -                              | -                              | -           | -           | 17    | 0     |
| Sous-total            | Sous-total            | Sous-total            | 136         | 0           | 15                    | 0                     | -                              | 22                             | 0                              | -           | -           | 173   | 0     |
| 2011-2012             | Olympique lyonnais    | Division 1            | 4           | 0           | 3                     | 0                     | C1                             | 2                              | 0                              | -           | -           | 9     | 0     |
| 2012-2013             | Olympique lyonnais    | Division 1            | 3           | 0           | 2                     | 0                     | C1                             | 1                              | 0                              | 0           | 0           | 6     | 0     |
| Sous-total            | Sous-total            | Sous-total            | 7           | 0           | 5                     | 0                     | -                              | 3                              | 0                              | 0           | 0           | 15    | 0     |
| 2013-2014             | FCF Juvisy            | Division 1            | 21          | 0           | 2                     | 0                     | -                              | -                              | -                              | -           | -           | 23    | 0     |
| 2014-2015             | FCF Juvisy            | Division 1            | 22          | 0           | 4                     | 0                     | -                              | -                              | -                              | -           | -           | 26    | 0     |
| 2015-2016             | FCF Juvisy            | Division 1            | 10          | 0           | 3                     | 0                     | -                              | -                              | -                              | -           | -           | 13    | 0     |
| 2016-2017             | FCF Juvisy            | Division 1            | 19          | 0           | 2                     | 0                     | -                              | -                              | -                              | -           | -           | 21    | 0     |
| 2017-2018             | Paris FC              | Division 1            | 4           | 0           | 0                     | 0                     | -                              | -                              | -                              | -           | -           | 4     | 0     |
| Sous-total            | Sous-total            | Sous-total            | 76          | 0           | 11                    | 0                     | -                              | -                              | -                              | -           | -           | 87    | 0     |
| 2017-2018             | AS Nancy-Lorraine     | Division 2            | 9           | 0           | -                     | -                     | -                              | -                              | -                              | -           | -           | 9     | 0     |
| 2018-2019             | AS Nancy-Lorraine     | Division 2            | 24          | 0           |                       |                       | -                              | -                              | -                              | -           | -           | 24    | 0     |
| Sous-total            | Sous-total            | Sous-total            | 33          | 0           |                       |                       | -                              | -                              | -                              | -           | -           | 33    | 0     |
| Total sur la carrière | Total sur la carrière | Total sur la carrière | 252         | 0           | 31                    | 0                     | -                              | 25                             | 0                              | 0           | 0           | 308   | 0     |